# Ligue mondiale de volley-ball 1994
Navigation
Édition précédente Édition suivante
Ligue mondiale de volley-ball 1994

## Généralités
Cette édition de la Ligue mondiale a opposé douze équipes. L'Italie, vainqueur, a remporté le prix de $x millions.

## Tour intercontinental

### Poule A
| Équipes | Pts | Joués | Gagnés | Perdus | SP | SC |
| Russie  | 22  | 12    | 10     | 2      | 31 | 8  |
| Italie  | 22  | 12    | 10     | 2      | 29 | 14 |
| Japon   | 16  | 12    | 4      | 8      | 16 | 26 |
| Chine   | 13  | 12    | 1      | 11     | 5  | 33 |

### Poule B
| Équipes    | Pts | Joués | Gagnés | Perdus | SP | SC |
| Brésil     | 24  | 12    | 12     | 0      | 36 | 3  |
| Bulgarie   | 21  | 12    | 9      | 3      | 24 | 10 |
| Grèce      | 17  | 12    | 5      | 7      | 15 | 27 |
| États-Unis | 12  | 12    | 0      | 12     | 7  | 36 |

### Poule C
| Équipes      | Pts | Joués | Gagnés | Perdus | SP | SC |
| Pays-Bas     | 23  | 12    | 11     | 1      | 34 | 11 |
| Cuba         | 21  | 12    | 9      | 3      | 28 | 14 |
| Corée du Sud | 14  | 12    | 2      | 10     | 17 | 30 |
| Allemagne    | 14  | 12    | 2      | 10     | 9  | 33 |

## Quarts de finale (MilanItalie)
| Équipes  | Pts | Joués | Gagnés | Perdus | SP | SC |
| Brésil   | 4   | 2     | 2      | 0      | 9  | 0  |
| Bulgarie | 4   | 2     | 2      | 0      | 6  | 5  |
| Italie   | 3   | 2     | 1      | 1      | 4  | 7  |
| Cuba     | 3   | 2     | 1      | 1      | 4  | 8  |
| Pays-Bas | 2   | 2     | 0      | 2      | 7  | 7  |
| Russie   | 2   | 2     | 0      | 2      | 4  | 7  |

## Final Four (MilanItalie)

### Demi-finales
- Cuba 3-2  Brésil (15-11 6-15 5-15 15-12 22-20)
- Italie 3-0  Bulgarie (15-4 15-4 15-13)

### Finales
- Finale 3-4 :  Brésil 3-2  Bulgarie (15-10 12-15 15-10 12-15 15-8)
- Finale 1-2 :  Italie 3-0  Cuba (15-13 15-8 15-9)

## Classement final
| Place              | Équipe       |
| ------------------ | ------------ |
| Médaille d'or      | Italie       |
| Médaille d'argent  | Cuba         |
| Médaille de bronze | Brésil       |
| 4                  | Bulgarie     |
| 5                  | Pays-Bas     |
| 6                  | Russie       |
| 7                  | Grèce        |
| 8                  | Japon        |
| 9                  | Corée du Sud |
| 10                 | Allemagne    |
| 11                 | Chine        |
| 12                 | États-Unis   |

## Distinctions individuelles
- MVP : Andrea Giani  Italie
- Meilleur attaquant : Se-jin Kim  Corée du Sud
- Meilleur passeur : Jung-chul Shin  Corée du Sud
- Meilleur central : Jan Posthuma  Pays-Bas
- Meilleur serveur : Ljubomir Ganev  Bulgarie
- Meilleur réceptionneur : Hi-song Park  Corée du Sud
- Meilleur esprit : Matsuda Akihiko  Japon